# Nemška invazija na Belgijo (1940)
Nemška invazija na Belgijo, ki je velikokrat zelo poznana tudi kot 18-dnevna kampanja, je bila nemška vojaška akcija, ki je bila ena večjih delov bitke za Francijo. Potekala je 18 dni maja 1940 in se končala z nemško okupacijo Belgije po predaji belgijske vojske.
10. maja 1940 je Nemčija napadla Luksemburg, Nizozemsko in Belgijo v skladu z operativnim načrtom Fall Gelb (Primer Rumeni). Zavezniške vojske so poskušale zaustaviti nemško vojsko v Belgiji, saj so verjele, da je to glavni nemški udarec. Potem ko so Francozi med 10. in 12. majem v celoti predali najboljše zavezniške vojske Belgiji, so Nemci izvedli drugo fazo svoje operacije, preboj skozi Ardene in napredovali proti Rokavskemu prelivu. Nemška vojska je po petih dneh dosegla Rokavski preliv in obkolila zavezniške vojske. Nemci so postopoma onesposobili zavezniške sile in jih prisilili nazaj k morju. Belgijska vojska se je 28. maja 1940 predala in s tem se je bitka končala.
Bitka za Belgijo je vključevala prvo tankovsko bitko v vojni, bitko pri Hannutu. To je bila takrat največja tankovska bitka v zgodovini, vendar sta jo kasneje presegli bitki severnoafriške kampanje in vzhodne fronte. Bitka je vključevala tudi bitko pri utrdbi Eben-Emael, prvo strateško zračno operacijo z uporabo vojaških padalcev. 
Nemška uradna zgodovina je navajala, da je bila belgijska vojska v 18 dneh ogorčenih bojev močan nasprotnik, in je govorila o »izrednem pogumu« njenih vojakov. Padec Belgije je prisilil zaveznike k umiku iz celinske Evrope. Britanska kraljeva mornarica je nato med operacijo Dinamo evakuirala svoje čete in njihove poveljnike, kar je omogočilo britanskim ekspedicijskim silam (BEF), skupaj s številnimi belgijskimi in francoskimi vojaki, da so se izognili ujetju in nadaljevali vojaške operacije. Francija je z Nemčijo sklenila lastno premirje junija 1940. Belgija je nato pod nemško okupacijo ostala vse do februarja 1945, ko so jo osvobodili zavezniki.

## Ozadje
Ko so se Nemci 10. maja 1940 odločili začeti z operacijami na Zahodu Evrope, so se odločili napasti Belgijo, da bi s tem nemška vojska lažje vdrla v Francijo, kot je bilo to izvedeno v prvi svetovni vojni, ter tudi zato, da bi letališča v Belgiji uporabili za vzlet bojnih letal za bitko z Britanijo.

## Invazija

### 10.—12. maj
Zavezniki so bili o pričakovanem napadu vnaprej opozorjeni iz več obveščevalnih virov. Napad se je začel 10. maja okoli 4. ure zjutraj. Luftwaffe je belgijskim zračnim silam povzročila velike izgube. Padalske enote so zasedle trdnjavo Eben-Emael na območju belgijske in nizozemske vojske (severno od Liègea), ki je branila prehode na Meuse in Albertovem kanalu. Zasedbe utrdb in dveh od treh bližnjih mostov s strani nemških bojnih padalcev je omogočilo uspeh nemških sil, da so 10. in 11. maja prečkale Albertov kanal in glavno mejno obrambo Belgijcev, zaradi česar so se Belgijci umaknili proti Namur-Antwerpen. Tudi belgijske čete so se brez boja umaknile na Ardene, kar je močno olajšalo hitro napredovanje nemških čet v tej regiji. Na nizozemski fronti je nemško napredovanje prisililo Nizozemce k hitremu umiku, kar je preprečilo vzpostavitev načrtovane povezave med nizozemskimi in francoskimi enotami. 

### 12.—14. maj
V noči z 11. na 12. maj so se Belgijci umaknili proti Dijle. Zavezniki so načrtovali, da bodo Belgijci držali osrednjo linijo Antwerpen-Leuven, francoske in zavezniške čete pa da bodo ostale na svojih položajih na severu in jugu. V tistih dneh je potekala bitka pri Hannutu - največja tankovska bitka do danes. Nemški načrt je bil preprečiti zavezniškim silam umik, ko bi Nemci dosegli ardensko črto. Strateško gledano je bil ta cilj dosežen, vendar je bil odpor zavezniških enot zelo učinkovit. Bitka pri Gemblouxu je potekala med 14. in 15. majem. Nemci so ponovno zadržali umikajoče zavezniške sile, vendar niso uspeli premagati zavezniških sil na tem območju. Kljub temu so se bili zavezniki prisiljeni umakniti v smeri, ki so jo nameravali napasti Nemci. 

### 15.—21. maj
15. maja zjutraj so Nemci pri Sedanu premagali odpor francoske 2. armade in začeli obkoljevati zavezniške sile. Nemške oklepne sile so zapustile Ardene in 6. armada je zavzela Gembloux. Zavezniki so bili prisiljeni zapustiti pripravljene, utrjene položaje in se umakniti čez Šeldo. Bruselj so nato zapustile zavezniške sile in belgijska vlada, 17. maja pa je prestolnico zasedel Wehrmacht. Belgijske čete so se v Antwerpnu upirale vse do 19. maja. Istega dne so bile nemške čete na določenih točkah že blizu zmage nad zavezniškimi četami in se približale Rokavskemu prelivu. Velika Britanija je zavrnila začetek evakuacije in britanskim ekspedicijskim silam je bilo ukazano, naj nadaljujejo z boji proti zahodu in se prebijejo iz obkroženega območja. Ker pa angleške čete niso bile sposobne izvesti takšne operacije, povezane z bojem na celotni fronti v Belgiji, so imele belgijske čete enako težavo, tj. niso imeli pomembnih operativnih zmogljivosti. Tako so se nemškim načrtom lahko poskušale zoperstaviti le francoske čete.

### 22.—28. maj
Francoski poskusi, da bi preprečili nemško obkolitev in jo nato prebili, so bili neuspešni. Zavezniške sile, ki so se bile ves čas prisiljene umikati, so imele vedno več logističnih težav. Luftwaffe je pridobila pomembno prednost na bojišču. 26. maja so Britanci začeli evakuirati svoje čete v Dunkerque. 27. maja je nemško topništvo že začelo obstreljevati Dunkerque. Istočasno se je odpor belgijskih čet začel rušiti; 28. maja je postalo jasno, da je poraz neizbežen, zato je Belgija kapitulirala. Britanske čete so bile evakuirane iz Dunkerque do 4. junija (približno 330.000 od 400.000 čet je bilo evakuiranih). Izgube ekspedicijskega korpusa so znašale 15 %, vendar so Britanci zabeležili veliko večje izgube v opremi – praktično vsa težka vojaška oprema je ostala na severnih francoskih obalah. Belgijski kralj Leopold III. se je odločil ostati v okupirani Belgiji; belgijska vlada je pobegnila v Pariz ter kmalu zatem v London, da bi sestavila belgijsko vlado v izgnanstvu.